# アレクサンドロス・コリジス
アレクサンドロス・コリジス（ギリシャ語: Αλέξανδρος Κορυζής, ラテン文字転写: Alexandros Koryzis; 1885年 - 1941年4月18日）は、ギリシャ王国の政治家。1941年に短期間ギリシャの首相を務めた（在任：1941年1月29日 - 1941年4月18日）。

## 略歴
1885年、ギリシャのポロス島で生まれた。
ギリシャ・イタリア戦争の最中の1941年1月29日、ギリシャの首相で独裁者のイオアニス・メタクサスが死亡すると、権力を掌握した国王ゲオルギオス2世は元ギリシャ銀行総裁であるアレクサンドロス・コリジスを傀儡の首相に任命した。就任してすぐの2月22日にゲオルギオス2世やギリシャ軍最高司令官アレクサンドロス・パパゴスらとともにイギリス代表との会議を開催、支援を確保した。
しかし、4月6日にドイツ軍が侵入するとギリシャ軍は対抗できず退却を続けた。18日にナチス・ドイツがアテネを攻撃したが、同じ日に死亡した。当初は混乱を避けるために心筋梗塞であると発表されたが、後に拳銃自殺であると判明した。
出身地であるポロス島では、コリジスの一生と貢献を記録した博物館がある。